# Atomorpha hedemanni
Atomorpha hedemanni là một loài bướm đêm trong họ Geometridae.